# Мелешков, Сергей Алексеевич
Сергей Алексеевич Мелешков - советский государственный и политический деятель, первый секретарь Пермского городского комитета КПСС. 

## Биография
Родился в 1916 году в Гуляйполе Александровского уезда. Член ВКП(б).
С 1932 года - на общественной и политической работе. В 1932-1986 гг. — ученик токаря, токарь, планировщик машиностроительного завода им. Войкова, конструктор, инженер-конструктор опытно-конструкторского бюро, заместитель ведущего конструктора, ведущий конструктор, начальник конструкторского бюро цеха, ведущий конструктор группы опытно-конструкторского бюро завода им. Баранова, слушатель академии Министерства авиационной промышленности, ведущий конструктор опытно-конструкторского бюро завода им. И. В. Сталина, секретарь парткома опытно-конструкторского бюро завода им. Я. М. Свердлова, первый секретарь Свердловского РК КПСС, второй секретарь, первый секретарь Пермского городского комитета КПСС, начальник Пермского межотраслевого территориального центра научно-технической информации и пропаганды.
Избирался депутатом Верховного Совета РСФСР 6-го, 7-го, 8-го созывов.